# Jan Maximiliaan van Tuyll van Serooskerken van Vleuten

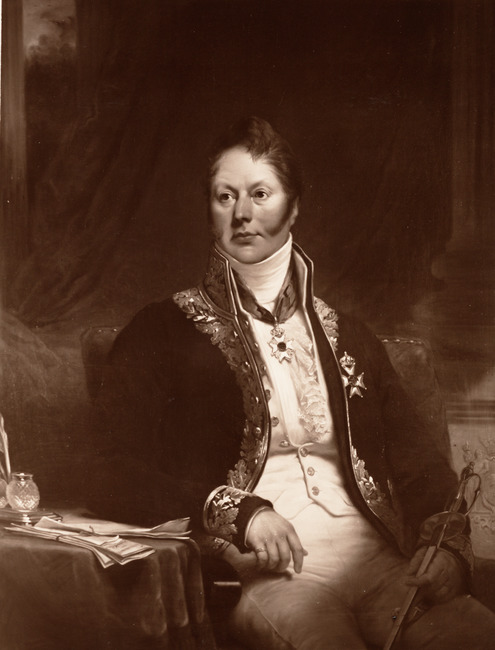

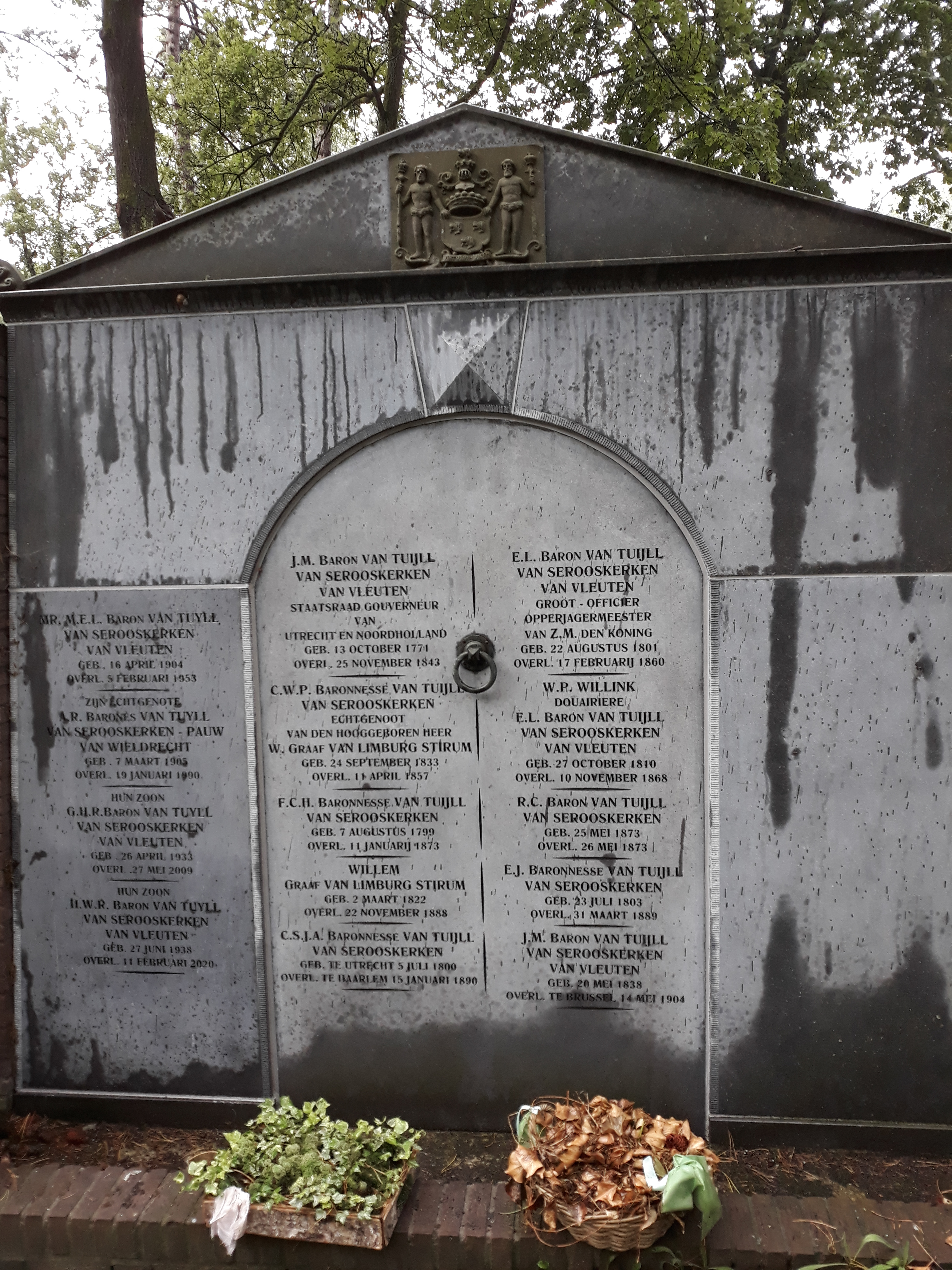
Het graf van Jan Maximilian van Tuyll-Serooskerken van Vleuten in de familiegrafkelder op de Algemene Begraafplaats Bloemendaal Bergweg.

Mr. Jan Maximiliaan baron van Tuyll van Serooskerken (Zuilen, 13 oktober 1771 - Haarlem, 25 november 1843), sinds 1799 heer van Vleuten, was een Nederlands staatsman. Hij was een zoon van Frederik Christiaan Hendrik van Tuyll van Serooskerken (1742-1805) heer van Vleuten en van Johanna Elisabeth Jacqueline Pröbentow van Wilmsdorf en daardoor een broer van Frederik Leopold Frans van Tuyll van Serooskerken en achterneef van Belle van Zuylen.
Van 1814 tot 1828 was hij gouverneur van Utrecht en vervolgens vanaf 1829 van Noord-Holland, welke functie hij tot 1839 uitoefende. Voorts was hij lid van de Raad van State in buitengewone dienst en kamerheer in buitengewone dienst.
- Biografisch Portaal: 15429350
- Gemeinsame Normdatei: 1088792197
- International Standard Name Identifier: 0000 0003 8926 9710
- Nederlandse Thesaurus van Auteursnamen: 273408798
- Parlement.com: vg09llz7vkz8
- Virtual International Authority File: 282587781
- WorldCat: E39PBJyxpC4W3B4mcJ86CdmyBP